# Jacob Nolde
Jacob Nolde (* 28. Februar 1859 in Berleburg; † 21. November 1916 in Reading, Vereinigte Staaten) war ein deutscher Arbeiter, der nach seiner Auswanderung in die USA zu einem bedeutenden Industriellen und Umweltschützer aufstieg und mit seinem Vermögen eine Vielzahl sozialer Projekte förderte.

## Leben und Wirken
Jacob Nolde wurde am 28. Februar 1859 als einziger Sohn der Ledigen Luise Nolde (1828–1884) geboren. Sein Vater war Martin Keil aus Worms, Feldwebel beim 2. Infanterieregiment in Kassel, der sich einer Ehe verweigerte. Jacob Nolde wuchs in Berleburg auf und war zunächst Arbeiter in der Berleburger Papierfabrik Winckel. Mit 21 Jahren verließ er 1880 mit seiner Mutter Berleburg und emigrierte von Bremen aus in die USA. Nolde ließ sich in Reading im Berks County nieder und arbeitete zunächst als Weber. Er trat in die Strumpffabrik seines aus Berleburg stammenden Landsmannes Louis Kraemer ein, in der er sehr schnell bis ins Management aufstieg. Im Jahr 1888 kaufte Nolde einige Strickmaschinen von seinem Arbeitgeber und gründete mit Partnern eine eigene Firma für Strumpfwaren. Neun Jahre später beschäftigte er bereits 500 Mitarbeiter an vierhundert Strickmaschinen. Nachdem die Fabrik 1899 durch ein Feuer zerstört worden war, erfolgte ein rascher Wiederaufbau und eine Fortsetzung des erfolgreichen Geschäftsmodells mit modernsten Strickmaschinen. 1910 beschäftigte Nolde bereits 1500 Arbeiter und war einer der wohlhabendsten Bürger von Reading.
In Erinnerung an seine waldreiche Wittgensteiner Heimat kaufte Nolde, dessen Großvater Carl Nolde (1798–1846) fürstlicher Forstverwalter in Wingeshausen war, im Jahr 1904 eine circa 2 km² große kahle Fläche in der Nähe seines Hauses und ließ diese mit Fichten, Douglasien und Laubbäumen aufforsten. Allein 1910 wurden dort 500 000 Bäume gepflanzt. Im Laufe seiner letzten Jahre entwickelte Nolde dort ein Umweltbildungszentrum (Nolde Forest Environmental Education Center), das ebenso wie der aus seiner Waldfläche 1970 entstandene Staatspark von Pennsylvania seinen Namen trägt.
Jacob Nolde spendete in seiner neuen Heimat große Summen seines Reichtums an Wohltätigkeitsorganisationen und Kirchenfonds. Aber auch seine Heimatstadt Berleburg, zu der er über Briefwechsel mit dem Fabrikbesitzer Wilhelm Winckel und Apotheker Brauneck weiterhin Kontakt hatte, profitierte von ihm. Als in Berleburg 1912 das erste Freibad gebaut wurde, spendete Nolde 2000 Reichsmark. Vier Jahre später überwies Nolde den Betrag von 50 000 RM, der in eine Stiftung eingehen sollte. Von den Zinsen des Stiftungsbetrages sollten Witwen und Waisen sowie Versehrte des damals noch andauernden Ersten Weltkrieges bedacht werden.

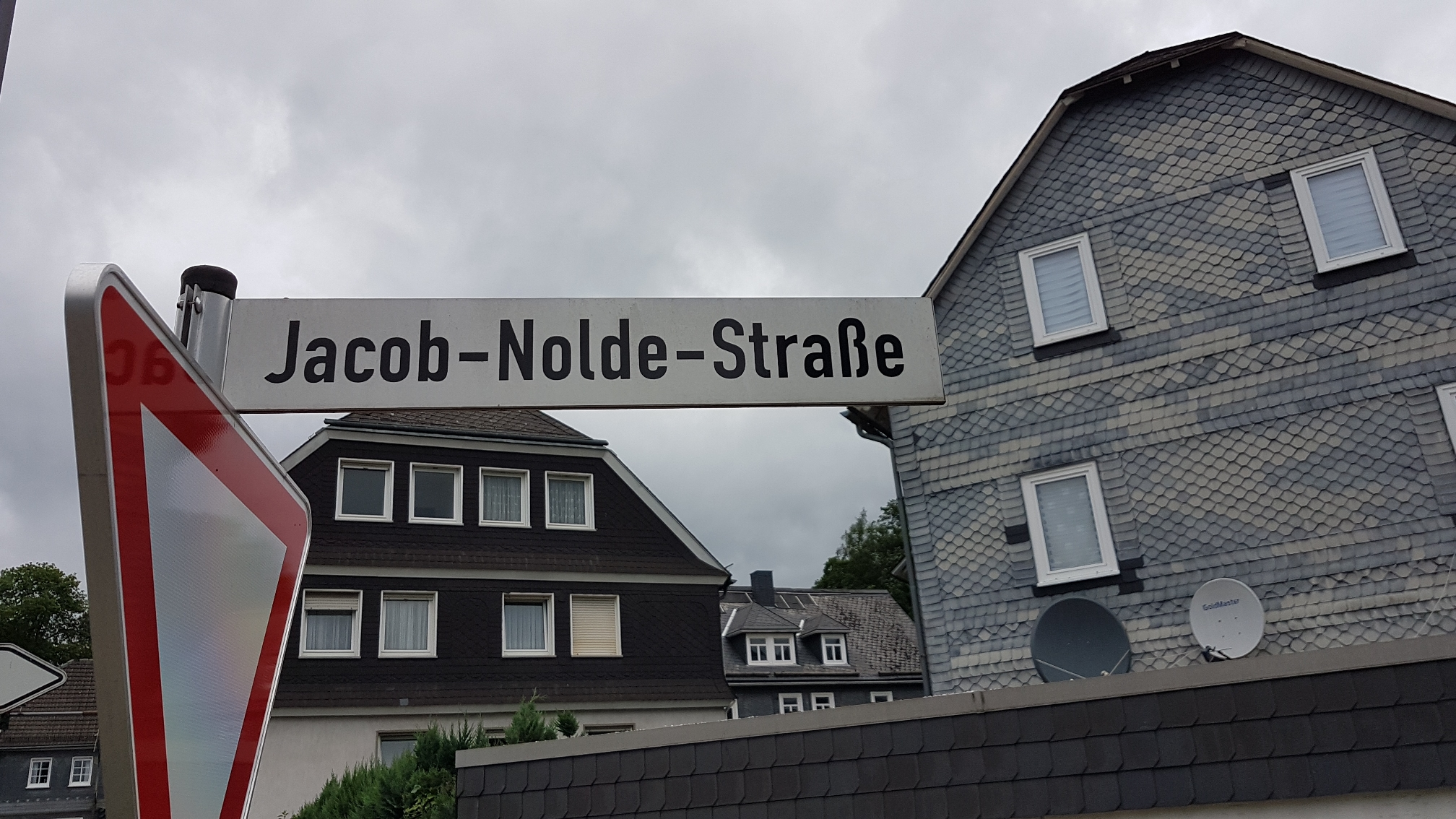
Jacob-Nolde-Straße in Bad Berleburg.

Die Stadt Berleburg ehrte den Stifter 1916 durch Widmung eines Straßennamens im Stadtzentrum. Diese Ehrung Jacob Noldes in Berleburg währte zunächst nur bis 1939, als der Stadtrat die Straße einem NS-Politiker widmete. Nach Ende des Zweiten Weltkriegs wurde eine Seitenstraße im Berleburger Stadtzentrum dauerhaft nach Jacob Nolde benannt.

## Familie
Jacob Nolde heiratete am 30. Mai 1889 Lydia Lorah, mit der zwei Kinder hatte. Nach ihrem Tod heiratete er 1893 Anna Louise Horst, die ihm noch vier Kinder schenkte.
Er starb am 21. November 1916 im Alter von 57 Jahren in Reading.